# Boniface Alexandre
Pour les articles homonymes, voir Alexandre Boniface.
Boniface Alexandre, né le 31 juillet 1936 à Ganthier et mort le 4 août 2023 à Port-au-Prince, est un magistrat et homme d'État haïtien. Il est président de la Cour de cassation et, à ce titre, président provisoire de la république d'Haïti de 2004 à 2006.

## Biographie
Boniface Alexandre, né à Ganthier, est l'aîné d’une grande famille. Son père, Audain Alexandre, est éleveur et le patriarche d'une famille de onze enfants. Il lui inculque les valeurs de l'honnêteté et de la justice. Il devient avocat et travaille pendant vingt-cinq ans au cabinet Lamarre de Port-au-Prince, spécialisé dans les contrats d'affaires et le règlement des divorces.
Dans les années 1990, Boniface Alexandre intègre la Cour de cassation, institution dont il est nommé président en 2002 par le président de la République Jean-Bertrand Aristide. À ce poste, il acquiert une réputation d'équité dans un système largement considéré comme corrompu. Il promet de combattre l'incompétence et la corruption des tribunaux haïtiens. Il enseigne également à l'université de Port-au-Prince.

### Président de la République (2004-2006)
Le 29 février 2004, Boniface Alexandre assume la présidence de la République quelques heures après la démission et la déportation du président Jean-Bertrand Aristide. Il prête serment lors d'une courte cérémonie à la résidence du Premier ministre Yvon Neptune.
Bien que Boniface Alexandre exerce les fonctions de président, la Constitution haïtienne, dans son article 149, demande qu'il soit confirmé par le Parlement haïtien qui ne s'est pas réuni depuis janvier 2004 lorsque la plupart de ses membres sont arrivés à la fin de leur mandat. Il est formellement investi le 8 mars suivant. Selon la Constitution, une nouvelle élection présidentielle doit être tenue entre 40 et 90 jours après la démission d'Aristide et Alexandre, en tant que président en fonction, ne peut pas poser sa candidature.
Malgré les forts liens que Boniface Alexandre entretenait avec l'ancien président, il n'est pas membre du parti Lavalas. À la suite de son accession à la présidence, des opposants politiques d'Aristide suggèrent qu'il est trop près de l'ancien régime et qu'en tant que chef de la justice, il n'a pas fait assez d'effort pour accentuer l'indépendance de la Cour par rapport à la branche exécutive du gouvernement.
Un des premiers actes posés par Boniface Alexandre en tant que président est d'envoyer une requête officielle au Conseil de Sécurité des Nations unies demandant une force multinationale de maintien de la paix pour restaurer l'ordre en Haïti. Le Conseil de Sécurité approuve rapidement la demande.
Bien que des leaders rebelles, et ce y compris Guy Philippe, marquent leur volonté de travailler avec Boniface Alexandre, des fonctionnaires américains minimisent l'importance d'Alexandre dans la résolution du conflit haïtien, qualifiant son administration de gouvernement des affaires courantes. 
Dans son premier discours présidentiel, il appelle à « la réconciliation nationale, l'établissement d'un climat de paix et de sécurité pour tous, un plan d'urgence contre la faim et la pauvreté et pour l'amélioration des soins de santé. » Gérard Latortue est nommé Premier ministre le 10 mars en remplacement d'Yvon Neptune.
Il quitte ses fonctions le 14 mai 2006 après l'élection de René Préval à la présidence. 

### Famille
Boniface Alexandre est le neveu de Martial Célestin, Premier ministre en 1988. Il est marié avec Célima Dorcely et père de quatre enfants.
Pendant l'intérim présidentiel, sa petite-fille, Charlotte, âgée de 16 mois, se noie accidentellement dans un bassin du Palais présidentiel.

## Distinction
Le 25 avril 2003, Boniface Alexandre est fait citoyen d'honneur de Lafayette en Louisiane.